# Kottigal, Chiknayakanhalli
Kottigal là một làng thuộc tehsil Chiknayakanhalli, huyện Tumkur, bang Karnataka, Ấn Độ.